# Paranodon coquereli
Paranodon coquereli är en skalbaggsart som beskrevs av Leon Fairmaire 1871. Paranodon coquereli ingår i släktet Paranodon och familjen Dynastidae. Inga underarter finns listade i Catalogue of Life.